# Chris Galvin (cầu thủ bóng đá)
Christopher Galvin (sinh ngày 24 tháng 11 năm 1951) là một cựu cầu thủ bóng đá người Anh thi đấu ở vị trí tiền vệ ở Football League cho Leeds United, Hull City, York City và Stockport County. Ông khoác áo đội tuyển trẻ Anh năm 1970. Sau khi giải nghệ ông dẫn dắt câu lạc bộ Tsuen Wan của Hồng Kông.